# Ianguí-Aül
Ianguí-Aül (en rus: Янги-Аул) és un poble (un khútor) de Baixkíria, a Rússia, que en el cens del 2010 tenia 15 habitants. Pertany al districte de Iermolàievo.